# Kelisia guttula
Kelisia guttula är en insektsart som först beskrevs av Ernst Friedrich Germar 1818.  Kelisia guttula ingår i släktet Kelisia och familjen sporrstritar. Arten är reproducerande i Sverige. Inga underarter finns listade i Catalogue of Life.